# Cleonardo biscayensis
Cleonardo biscayensis is een vlokreeftensoort uit de familie van de Eusiridae. De wetenschappelijke naam van de soort is voor het eerst geldig gepubliceerd in 1908 door Chevreux.